# Maurice Braddell
Maurice Braddell (23 de noviembre de 1900 – 28 de julio de 1990) fue un actor, autor y restaurador de arte de nacionalidad británica.

## Biografía
Nacido en Folkestone, Inglaterra, su nombre completo era Maurice Lee Braddell. Vivió durante muchos años en la ciudad de Nueva York, Estados Unidos.
Además de actuar en el cine mudo y sonoro, Braddell escribió en 1935 una obra representada en el circuito de Broadway y que dio pie a la película del mismo título estrenada en 1936 It's You I Want. 
Durante más de cuarenta años vivió retirado del cine, trabajando como restaurador de arte en el barrio neoyorquino de Greenwich Village. Sin embargo, en 1968 Andy Warhol le dio un papel para su film Flesh.
Maurice Braddell falleció en  Ashford, Inglaterra, Reino Unido, en 1990.

## Selección de su filmografía

### Actor
- A Window in Piccadilly (1928)
- Dawn (1928)
- Not Quite a Lady (1928)
- Latin Quarter (1929)
- Master and Man (1929)
- The School for Scandal (1930)
- Her Reputation (1931)
- Men of Tomorrow (1932)
- Things to Come (1936)
- Flesh (1968)
- Women in Revolt (1971)

### Guionista
- Love, Life and Laughter (1934)